# 1.º governo do Miguelismo
O 1.º governo do Miguelismo, nomeado a 26 de fevereiro de 1828 e exonerado a 1 de julho de 1831, foi presidido pelo duque de Cadaval, na qualidade de Ministro Assistente ao Despacho, sendo o executivo encabeçado por D. Miguel I de Portugal.
A sua constituição era a seguinte:
| Cargo                                                                | Detentor | Detentor                                                                       | Período                                          |
| -------------------------------------------------------------------- | -------- | ------------------------------------------------------------------------------ | ------------------------------------------------ |
| Ministro Assistente ao Despacho                                      |          | Duque de Cadaval (1799–1837)                                                   | 26 de fevereiro de 1828 a 1 de julho de 1831     |
| Secretário de Estado dos Negócios do Reino                           |          | José António de Oliveira Leite de Barros/Conde de Basto (1749–1833)            | 26 de fevereiro de 1828 a 1 de julho de 1831     |
| Secretário de Estado dos Negócios da Marinha e Domínios Ultramarinos |          | José António de Oliveira Leite de Barros/Conde de Basto (interino) (1749–1833) | 26 de fevereiro de 1828 a agosto de 1830         |
| Secretário de Estado dos Negócios da Marinha e Domínios Ultramarinos |          | Duque de Cadaval (interino) (1799–1837)                                        | Agosto de 1830 a 1 de julho de 1831              |
| Secretário de Estado dos Negócios da Justiça                         |          | Luís de Paula Furtado de Mendonça (1796–1834)                                  | 26 de fevereiro de 1828 a 11 de abril de 1829    |
| Secretário de Estado dos Negócios da Justiça                         |          | João Barbosa de Magalhães (1772–1834)                                          | 11 de abril de 1829 a 27 de junho de 1831        |
| Secretário de Estado dos Negócios da Justiça                         |          | Cargo vago                                                                     | 27 de junho de 1831 a 1 de julho de 1831         |
| Secretário de Estado dos Negócios da Fazenda                         |          | Conde da Lousã (1772–1862)                                                     | 26 de fevereiro de 1828 a 1 de julho de 1831     |
| Secretário de Estado dos Negócios da Guerra                          |          | Conde de Vila Real (1785–1855)                                                 | 26 de fevereiro de 1828 a 3 de março de 1828     |
| Secretário de Estado dos Negócios da Guerra                          |          | Conde do Rio Pardo (1755–1829)                                                 | 3 de março de 1828 a 20 de fevereiro de 1829     |
| Secretário de Estado dos Negócios da Guerra                          |          | Duque de Cadaval (interino) (1799–1837)                                        | 7 de fevereiro de 1829 a 29 de fevereiro de 1829 |
| Secretário de Estado dos Negócios da Guerra                          |          | Conde de São Lourenço (1794–1863)                                              | 29 de fevereiro de 1829 a 1 de Julho de 1831     |
| Secretário de Estado dos Negócios Estrangeiros                       |          | Conde de Vila Real (interino) (1785–1855)                                      | 26 de fevereiro de 1828 a 3 de março de 1828 (1) |
| Secretário de Estado dos Negócios Estrangeiros                       |          | Conde de Vila Real (1785–1855)                                                 | 3 de março de 1828 a 13 de março de 1828         |
| Secretário de Estado dos Negócios Estrangeiros                       |          | Visconde de Santarém (1791–1856)                                               | 13 de março de 1828 a 1 de julho de 1831         |